# Rainer Rupp
Rainer Wolfgang Rupp (* 21. September 1945 in Saarlouis) ist ein ehemaliger DDR-Agent (Deckname Topas), der von 1977 bis Ende 1989 für den Warschauer Pakt tätig war. 1994 wurde er wegen Landesverrats zu zwölf Jahren Freiheitsstrafe verurteilt.

## Leben

### Jugend und Spionagetätigkeit
Rupp wuchs in Saarburg (bei Trier) bei seinen Großeltern auf, später bei seiner Mutter und seinem Stiefvater. Während seines Betriebswirtschaftsstudiums an der Johannes Gutenberg-Universität Mainz wurde er nach eigenen Angaben und denen seines Führungsoffiziers als „klassischer 68er“ von der  Hauptverwaltung A (HVA) des Ministeriums für Staatssicherheit der DDR 1968 als Spion angeworben, obwohl er eigentlich Entwicklungshelfer werden wollte. Ab 1969 studierte Rupp an der Freien Universität Brüssel und war gleichzeitig für die HVA beim NATO-Hauptquartier in Brüssel tätig.
1970 traf Rupp erstmals die Britin Ann-Christine Bowen, die er am 8. April 1972 heiratete. Am 15. Januar 1977 kam er in die politische Abteilung des NATO-Wirtschaftsdirektorats. Anfangs operierte er unter dem Decknamen „Mosel“, ab 1979 als „Topas“. 1980 bekam seine Frau das erste ihrer drei Kinder und beendete ihre eigene Spionagetätigkeit, die sie unter dem Alias „Türkis“ ausgeübt hatte.
Unter dem Decknamen „Topas“ lieferte er in den folgenden zwölf Jahren unter Umgehung des höchsten Geheimhaltungsgrades, „Cosmic Top Secret“, Informationen aus dem Inneren der NATO an den Auslandsgeheimdienst der DDR. Das vielleicht wichtigste Papier war „MC 161“, in dem die NATO alle verfügbaren Informationen des Warschauer Paktes über die eigene Organisation zusammengefasst und bewertet hatte. Somit konnten die sowjetischen Nachrichtendienste die Details der NATO-Strategien interpretieren und als Basis für Gegenstrategien verwenden. Dieses Dokument durfte nur in einem speziellen Raum gelesen und nicht kopiert werden. Rupp gab nie preis, auf welchem Weg er es schaffte, sich „MC 161“ anzueignen.
Anlässlich der NATO-Übung Able Archer 83 sei die Sowjetarmee 1983 in Alarmbereitschaft versetzt worden. Laut Rupp habe die Führung der DDR mit Hilfe seiner Informationen „Empfänger in der UdSSR“ beruhigt, dass kein Angriff bevorstehe. 2013 veröffentlichte Protokolle der Politbürositzungen der Sowjetunion bestätigten dies jedoch nicht. Führungsoffizier war der Oberst der HVA Karl Rehbaum.
Die Eheleute Rupp erhielten bis zum Wendejahr 1989 für ihre Agententätigkeit insgesamt 657.200 DM von der HVA ausbezahlt, darunter 200.000 DM für den Kauf eines Hauses.

### Verurteilung wegen Landesverrats
Durch die Aussagen des MfS-Oberst Heinz Busch und Auswertung von Stasi-Unterlagen mit den Rosenholz-Dateien konnte die Identität Rupps aufgedeckt werden. Am 30. Juli 1993 wurden Rupp und seine Ehefrau in Saarburg verhaftet. 1994 wurde Rupp vom Oberlandesgericht Düsseldorf zu zwölf Jahren und seine Frau zu 22 Monaten Freiheitsstrafe wegen schweren Landesverrats verurteilt, der im Kriegsfalle „verheerend und kriegsentscheidend“ hätte sein können. Rupp saß seine Haftstrafe in der Justizvollzugsanstalt Saarbrücken und Saarlouis ab.
Martin Walsers Aufforderung an den Bundespräsidenten zur Begnadigung Rupps in seiner umstrittenen Rede zur Verleihung des Friedenspreises des Deutschen Buchhandels in der Frankfurter Paulskirche am 11. Oktober 1998 wertete Lars Rensmann als Teil der von Walser propagierten „nationalen Selbstversöhnung“ der Deutschen: So wie Walser in seiner Rede einen Schlussstrich unter das Gedenken an den Holocaust ziehen wollte, so wollte er auch mit Rupp die DDR begnadigt sehen. 1998 oder 1999 trat Rupp in die PDS ein und erhielt dort einen Honorarvertrag. Am 27. Juli 2000 wurde er auf Bewährung aus der Haft entlassen.

### Nach der Haft
Rupp schrieb seit seiner Entlassung bis Anfang 2016 u. a. für die Tageszeitung junge Welt. Der Journalist Tobias Jaecker warf ihm im Zusammenhang mit einem Artikel in der jungen Welt von 2003 vor, ein Bild von der Rolle Israels im Irakkrieg zu malen, „das in klassischer Weise dem antisemitischen Weltbild entspricht“. Noch als Freigänger im offenen Vollzug diente Rupp ab Ende der neunziger Jahre der PDS-Fraktion im Bundestag als Berater für Außen- und Sicherheitspolitik, trat jedoch 2003 aus der Partei aus, da diese „zu einer von Grund auf bürgerlichen Partei“ geworden sei. Anschließend wurde er Mitglied der DKP. Sein Wirken für die junge Welt kommentierte das Nachrichtenmagazin Der Spiegel dahingehend, dass Rupp „seinen antiimperialistischen Kampf nun als Außenpolitikkommentator weiter[führe]“ und dabei „gern […] vom ‚legitimen irakischen Widerstand‘ gegen die ‚US-Besatzer‘“ schwärme. Er veröffentlichte Beiträge im Kai Homilius Verlag und trat erstmals 2014 als Interviewpartner beim russischen Regierungssender Russia Today Deutschland und von Ken Jebsen bei KenFM auf. In einem offenen Brief an die Redaktion der jungen Welt kritisierte er, dass diese der „neuen Friedensbewegung“ (unter Beteiligung der Mahnwachen für den Frieden, des Friedenswinters etc.) im Wege stehen würde. Im Februar 2016 kündigte Rupp die langjährige Zusammenarbeit mit der jungen Welt auf. Er veröffentlicht weiterhin Artikel und Interviews bei Russia Today Deutschland, in denen er Narrative der russischen Propaganda verbreitet.
Im US-Präsidentschaftswahlkampf 2016 sprach er sich für den republikanischen Bewerber Donald Trump aus.
2023 erhielt Rupp den Orden „Für die Offiziersehre“ der „Offiziere Russlands“, einer 300.000 Mitglieder zählenden Organisation von Mitarbeitern des russischen Militär- und Sicherheitsapparats. Der Historiker Hubertus Knabe bezeichnete aufgrund solcher Kontakte ehemaliger MfS-Kader mit den „Offiziere Russlands“ das „Ministerium für Staatssicherheit quasi als Kampfreserve Putins in Deutschland“.

## Schriften
- (mit Karl Rehbaum und Klaus Eichner): Militärspionage: Die DDR-Aufklärung in NATO und Bundeswehr. Edition Ost, Berlin 2011, ISBN 978-3-360-01828-1.
- Vor- und Nachwort zu: Klaus Steiniger: CIA, FBI & Co.: Das Kartell der US-Geheimdienste. Verlag Das Neue Berlin, Berlin 2008, ISBN 978-3-360-01941-7.
- Mitautor von Klaus Eichner, Gotthold Schramm (Hrsg.): Kundschafter im Westen: Spitzenquellen der DDR-Aufklärung erinnern sich. Edition Ost, Berlin 2003, ISBN 3-360-01049-3.[23][24]